# Многовершинне міське поселення
Многоверши́нне міське поселення (рос. Многовершинное городское поселение) — міське поселення у складі Ніколаєвського району Хабаровського краю Росії.
Адміністративний центр та єдиний населений пункт — селище міського типу Многовершинний.

## Населення
Населення сільського поселення становить 2024 особи (2019; 2324 у 2010, 2801 у 2002).